# Voxnans naturvårdsområde
Voxnans naturvårdsområde är ett naturvårdsområde (sedan 1999 likställt med naturreservat)  som omfattar en delsträcka på cirka 10 mil inom den översta halva ca 12 mil långa outbyggda delen av älven Voxnan, som här är outbyggd med undantag för fallkraftverket Storlugnets kraftverk. Här finns sel och ett femtiotal fria forsar och med de flesta och brantaste forssträckorna i de övre milen av naturvårdsområdet.
Voxnans naturreservat/naturvårdsområde som bildades 1990 är 773 hektar stort, är ca 10 mil långt och har älvfåran och tio meters bredd av båda älvsidors stränder skyddade mot utbyggnad mm. Det bildades 1990 och utvidgades till sammanhängande över Storlugnet år 1994. Hylströmmen och en drygt kilometerlång nerströmsträcka breddades sedan väsentligt på bägge strandsidor som ett eget särskilt utvidgat Hylströmmens naturreservat enligt miljöbalken år 2000.
Naturreservatet/naturvårdsområdet Voxnan berör både Ljusdals kommun och Ovanåkers kommun. Inom det skyddade området, som börjar från Mjösjöns utlopp, finns utöver mellanliggande sel först ett par här ej namnkända strömmar efter Mjösjöströmmen före Rullbosjön, Rullboströmmen, Stenlugnströmmen, Rullbokanalen, Kanallugnströmmen, Högforsen, Övre Svartåströmmen, Nedre Svartåströmmen, Kontorslugnströmmen, Voxlugnströmmen, Värmlandströmmen, Kringelströmmen, Storlugnströmmen, Flaggströmmen, Styggströmmen, Övre Ålkarsströmmen, Styvströmmen, Krokströmmen, Brännslåttströmmen, Nedre Ålkarsströmmen, Anders-Mattsströmmen, sjön Malungen, Klöv(er)häll, Strandströmmen, Lappstreken, Lortviksströmmen, Stentagsströmmen, Rolugnströmmen, Vintervägsströmmen, Hylströmmen, Kilströmmen, Bodaströmmen, Länsmansströmmen, Vinströmmen, Gryckströmmen, sedan en fågelvägen ca 13 km lång starkt meandrande sammanhängande lugnvattensträcka (om ca 20 km? strandlängd) förbi Frostkilen, Kilen och Finnstuga, till sist Finnstuguströmmen samt sedan utanför det skyddade området Homnaforsen/Homnaströmmen, den sista strömmen före den första vattenutbyggnaden efter resten av Voxnan, det dämmande vattenkraftverket Vallhaga kraftverk..
Total fallhöjd för Voxnans naturreservat/naturvårdsområde är närmare 165 m. Hylströmmens fallhöjd är störst och mäktigast av alla strömmarna med sina 23 fallmeter.